# El rapto de Europa (Rembrandt)
El rapto de Europa es una obra del pintor neerlandés Rembrandt. Está realizado en óleo sobre panel, y fue pintado en el año 1632. Mide 62,2 cm de alto y 77 cm de ancho. Se exhibe actualmente en el Museo J. Paul Getty de Los Ángeles (Estados Unidos), que la adquirió en subasta en 1995. 
El cuadro se inspira en una historia de la mitología griega. En Las metamorfosis, Ovidio cuenta que Europa era una princesa fenicia a la que Zeus raptó en forma de toro y se la llevó desde las orillas de lo que hoy es el Líbano hasta la isla de Creta. Allí, engendró con ella a Sarpedón, Minos y Radamantis.
Pintada en estilo plenamente barroco, la obra muestra influencias de artistas anteriores, como Tiziano si bien su versión es más violenta y con una composición más mitológica, con ropajes "a la antigua" y amorcillos, mientras Rembrandt para hacerla más cercana al espectador la presenta en un entorno más realista, con trajes contemporáneos y un paisaje holandés. La costa idílica y los reflejos en el agua muestran el creciente interés en el naturalismo en el arte. Los árboles oscuros contrastan con el cielo azulado y la luz aporta dramatismo, como se ve en el brillo del oro en los vestidos y el fantasioso carruaje. El comitente de la obra, Jacques Specx, era miembro de la Compañía Holandesa de las Indias Orientales. Estableció un puesto comercial en Japón en 1609 y sirvió como gobernador de Batavia (actual Yakarta, en Indonesia) hasta su regreso a Holanda en 1633. La obra presenta alusiones a la carrera de Specx: el cochero africano alude a las regiones exóticas, tanto la Fenicia del mito como el Extremo Oriente de la época, y el ajetreado puerto al fondo representa el Tiro original a través de un contemporáneo puerto europeo.